# Belarus i olympiska vinterspelen 2022
Belarus deltog i olympiska vinterspelen 2022 i Peking, Kina. Belarus trupp bestod av 29 idrottare varav 13 män och 16 kvinnor. Belarus första medalj togs av skidskytten Anton Smolski den 8 februari.

## Medaljörer
| Medalj | Namn          | Sport      | Gren                  | Datum       |
| ------ | ------------- | ---------- | --------------------- | ----------- |
| Silver | Anton Smolski | Skidskytte | Herrarnas distanslopp | 8 februari  |
| Silver | Hanna Huskova | Freestyle  | Damernas hopp         | 14 februari |